# Ronchois
Ronchois est une commune française située dans le département de la Seine-Maritime en région Normandie.

## Géographie
| Flamets-Frétils | Illois     |             |
|                 | Ronchois   | Haudricourt |
| Beaussault      | Conteville |             |

### Hydrographie
La commune est située dans le bassin Seine-Normandie. Elle n'est drainée par aucun cours d'eau,.

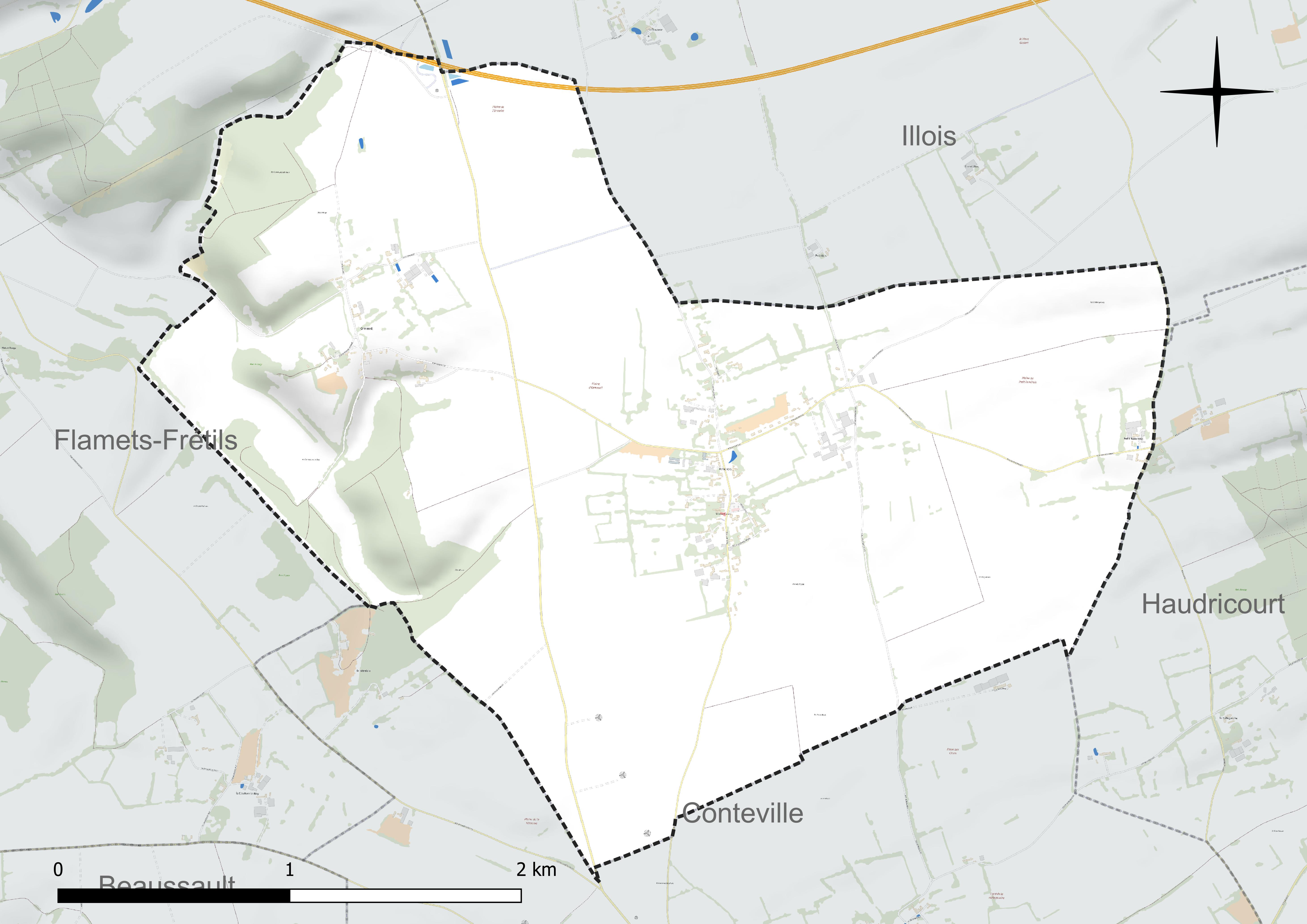
Réseau hydrographique de Ronchois.

### Climat
Pour des articles plus généraux, voir Climat de la Normandie et Climat de la Seine-Maritime.
En 2010, le climat de la commune est de type climat océanique dégradé des plaines du Centre et du Nord, selon une étude du CNRS s'appuyant sur une série de données couvrant la période 1971-2000. En 2020, Météo-France publie une typologie des climats de la France métropolitaine dans laquelle la commune est exposée à un climat océanique et est dans la région climatique Côtes de la Manche orientale, caractérisée par un faible ensoleillement (1 550 h/an) ; forte humidité de l’air (plus de 20 h/jour avec humidité relative > 80 % en hiver), vents forts fréquents. Parallèlement le GIEC normand, un groupe régional d’experts sur le climat, différencie quant à lui, dans une étude de 2020, trois grands types de climats pour la région Normandie, nuancés à une échelle plus fine par les facteurs géographiques locaux. La commune est, selon ce zonage, exposée à un « climat contrasté des collines », correspondant au Pays de Bray, bien arrosé et frais.
Pour la période 1971-2000, la température annuelle moyenne est de 9,6 °C, avec une amplitude thermique annuelle de 14,9 °C. Le cumul annuel moyen de précipitations est de 924 mm, avec 13,9 jours de précipitations en janvier et 9,2 jours en juillet. Pour la période 1991-2020, la température moyenne annuelle observée sur la station météorologique la plus proche, située sur la commune de Bouelles à 10 km à vol d'oiseau, est de 10,7 °C et le cumul annuel moyen de précipitations est de 838,4 mm,. Pour l'avenir, les paramètres climatiques de la commune estimés pour 2050 selon différents scénarios d’émission de gaz à effet de serre sont consultables sur un site dédié publié par Météo-France en novembre 2022.

## Urbanisme

### Typologie
Au 1er janvier 2024, Ronchois est catégorisée commune rurale à habitat très dispersé, selon la nouvelle grille communale de densité à sept niveaux définie par l'Insee en 2022.
Elle est située hors unité urbaine et hors attraction des villes,.

### Occupation des sols
L'occupation des sols de la commune, telle qu'elle ressort de la base de données européenne d’occupation biophysique des sols Corine Land Cover (CLC), est marquée par l'importance des territoires agricoles (88,8 % en 2018), une proportion identique à celle de 1990 (88,8 %). La répartition détaillée en 2018 est la suivante : 
terres arables (63,5 %), prairies (23,8 %), forêts (6,6 %), zones urbanisées (4,6 %), zones agricoles hétérogènes (1,5 %). L'évolution de l’occupation des sols de la commune et de ses infrastructures peut être observée sur les différentes représentations cartographiques du territoire : la carte de Cassini (XVIIIe siècle), la carte d'état-major (1820-1866) et les cartes ou photos aériennes de l'IGN pour la période actuelle (1950 à aujourd'hui).

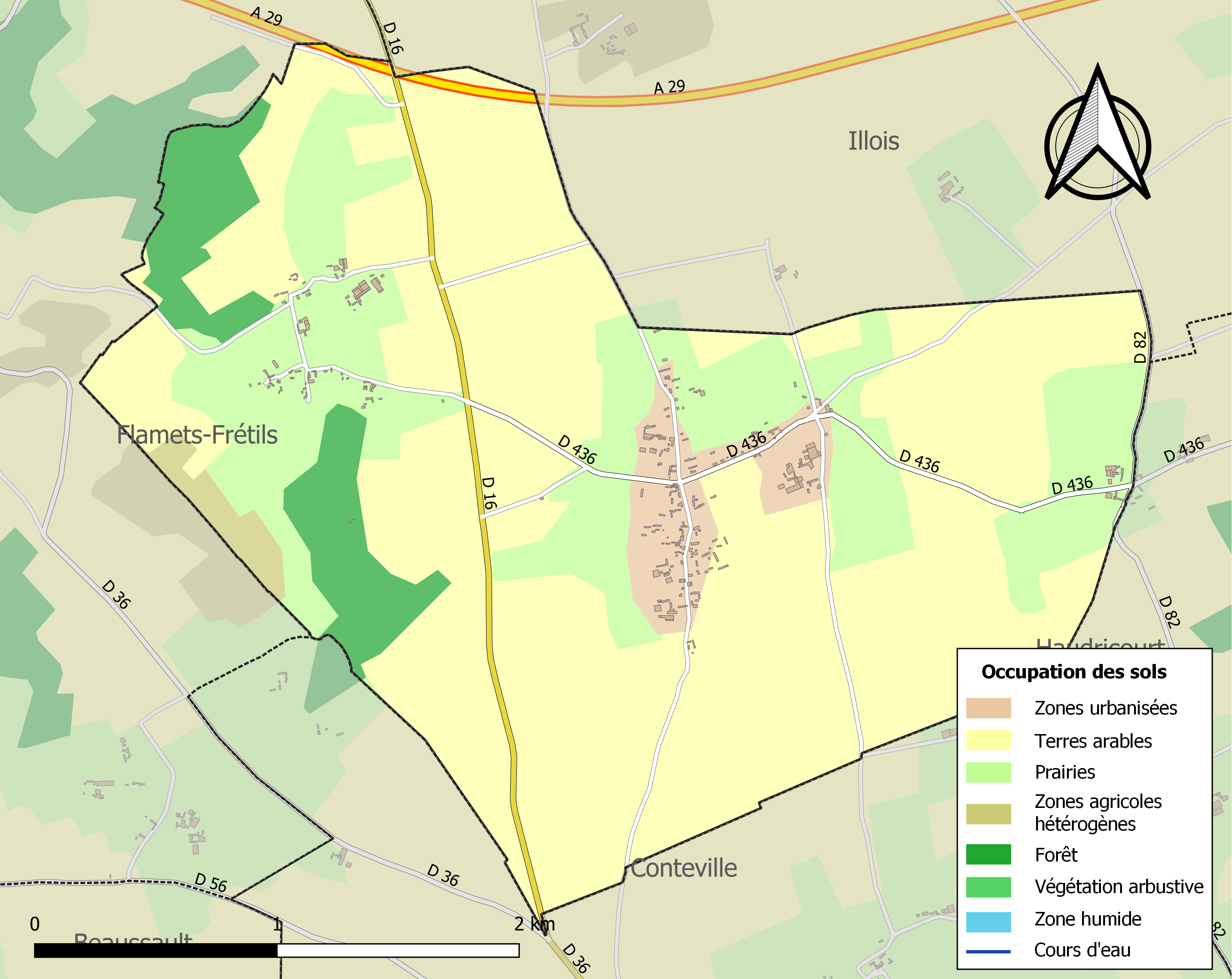
Carte des infrastructures et de l'occupation des sols de la commune en 2018 (CLC).

## Toponymie
Le nom de la localité est attesté sous les formes Rumcarias en 854, Ramcharias en 882, Bernardo de Runcheio en 1197, Runchoies au XIIe siècle, Terram Bernardi de Runceia en 1198, Ecclesia de Roncheio vers 1240, Parrochia de Roncheio en 1264, Ronchey en 1337, Ronchay en 1431, Ronchoies (sans date), Ronchey en 1401, Ronchay en 1460, Ronchay en 1471 et 1472, Ronchoy en 1538, Ronchay au XVIe siècle, Ronchoy en 1648, Ronchois en 1704.
Du pluriel de la langue d'oil runceie, ronçaye « buisson , touffe de ronces », remplacé par le pluriel de l'oil ronchoi, de même sens.

## Histoire
En 1822, la commune de Ronchois, instituée lors de la Révolution française, absorbe celle d'Ormesnil.

## Politique et administration

### Rattachements administratifs et électoraux
La commune se trouve depuis 1926 dans l'arrondissement de Dieppe du département de la Seine-Maritime. Pour l'élection des députés, elle fait partie depuis 2012 de la sixième circonscription de la Seine-Maritime.
Elle faisait partie depuis 1801 du canton d'Aumale. Dans le cadre du redécoupage cantonal de 2014 en France, la commune est intégrée au canton de Gournay-en-Bray.

### Intercommunalité
La commune était membre de la petite communauté de communes du canton d'Aumale, constituée le 31 décembre 2001.
Dans le cadre de l'approfondissement de la coopération intercommunale prévu par la loi portant nouvelle organisation territoriale de la République (Loi NOTRe) du 7 août 2015 qui prévoit la constitution d'intercommunalités de plus de 15 000 habitants, la communauté de communes de Blangy-sur-Bresle et la  communauté de communes du canton d'Aumale fusionnent, formant le 1er janvier 2017 la communauté de communes interrégionale Aumale - Blangy-sur-Bresle, dont la commune est désormais mais membre.

### Liste des maires
| Période                                  | Période                    | Identité               | Étiquette | Qualité                                                            |
| ---------------------------------------- | -------------------------- | ---------------------- | --------- | ------------------------------------------------------------------ |
| Les données manquantes sont à compléter. |                            |                        |           |                                                                    |
| février 1800                             | Juillet 1800               | Adrien Payen           |           |                                                                    |
| Octobre 1800                             | 1801                       | Jean Accard            |           |                                                                    |
| 1802                                     | 1808                       | Antoine Allais         |           |                                                                    |
| 1808                                     | 1816                       | François Marin Bloquel |           |                                                                    |
| 1816                                     | 1823                       | Adrien François Payen  |           |                                                                    |
| 1823                                     | 1829                       | Antoine Augustin Tabur |           |                                                                    |
| 1829                                     | 1832                       | François Leger         |           |                                                                    |
| 1832                                     | 1835                       | Joseph Cuel            |           |                                                                    |
| 1835                                     | 1855                       | Antoine Martin Terreux |           |                                                                    |
| 1855                                     | 1878                       | Marin Achille Bloquel  |           |                                                                    |
| 1878                                     | 1882                       | Clément Vatier         |           |                                                                    |
| 1882                                     | 1888                       | Augustin Coquichard    |           |                                                                    |
| 1888                                     | 1897                       | Fortuné Ancelin        |           |                                                                    |
| 1897                                     | 1900                       | Eugène Frichet         |           |                                                                    |
| 1900                                     | 1908                       | Adonis Bloquel         |           |                                                                    |
| Mai 1908                                 | 1935                       | Ernest Beaurain        |           | Maréchal-ferrant                                                   |
| 1935                                     | 1959                       | Alphonse Coquichard    |           |                                                                    |
| 1959                                     | 1969                       | René Tanfin            |           |                                                                    |
| 1969                                     | 1977                       | Maurice Néal           |           |                                                                    |
| 1977                                     | 1995                       | Marcel Denise          |           |                                                                    |
| mars 1995                                | avril 2014                 | Jean-Luc Ancelin       |           | Agriculteur                                                        |
| avril 2014                               | mai 2020                   | Martial Munin          |           | Ingénieur Vice-président de la CC du canton d'Aumale (2014 → 2016) |
| juillet 2020                             | En cours (au 10 août 2020) | Jean-François Payen    |           |                                                                    |

## Démographie
L'évolution du nombre d'habitants est connue à travers les recensements de la population effectués dans la commune depuis 1793. Pour les communes de moins de 10 000 habitants, une enquête de recensement portant sur toute la population est réalisée tous les cinq ans, les populations de référence des années intermédiaires étant quant à elles estimées par interpolation ou extrapolation. Pour la commune, le premier recensement exhaustif entrant dans le cadre du nouveau dispositif a été réalisé en 2008.

En 2022, la commune comptait 182 habitants, en évolution de +8,33 % par rapport à 2016 (Seine-Maritime : +0,35 %, France hors Mayotte : +2,11 %).
| 1793 | 1800 | 1806 | 1821 | 1831 | 1836 | 1841 | 1846 | 1851 |
| ---- | ---- | ---- | ---- | ---- | ---- | ---- | ---- | ---- |
| 220  | 185  | 204  | 234  | 324  | 340  | 349  | 354  | 341  |

| 1856 | 1861 | 1866 | 1872 | 1876 | 1881 | 1886 | 1891 | 1896 |
| ---- | ---- | ---- | ---- | ---- | ---- | ---- | ---- | ---- |
| 339  | 305  | 320  | 289  | 284  | 287  | 290  | 267  | 273  |

| 1901 | 1906 | 1911 | 1921 | 1926 | 1931 | 1936 | 1946 | 1954 |
| ---- | ---- | ---- | ---- | ---- | ---- | ---- | ---- | ---- |
| 258  | 256  | 237  | 226  | 237  | 233  | 239  | 255  | 242  |

| 1962 | 1968 | 1975 | 1982 | 1990 | 1999 | 2006 | 2008 | 2013 |
| ---- | ---- | ---- | ---- | ---- | ---- | ---- | ---- | ---- |
| 209  | 195  | 177  | 162  | 175  | 169  | 180  | 183  | 167  |

| 2018 | 2022 | - | - | - | - | - | - | - |
| ---- | ---- | - | - | - | - | - | - | - |
| 183  | 182  | - | - | - | - | - | - | - |

## Culture locale et patrimoine

### Lieux et monuments
- Le Fossé du Roy. Itinéraire du Fossé du Roy, au départ de l'épicerie du village (6 km). Prendre à droite la D 436 vers Haudricourt ; 500 m plus loin, prendre sur la droite le chemin des Fossés du Roy jusqu'à la Neuville-Gouvion, puis tourner vers la droite jusqu'à la place de la Neuville (puits en bois). À l'intersection, prendre à droite jusqu'au château d'eau puis rejoindre la rue des Cerisiers à Ronchois.

(Détours en Bresle, Association loi 1901)
- Église Saint-Jean-Baptiste.

### Personnalités liées à la commune
Eugène Ambroise Pépin (1863-1934), chef d'escadron au 33e régiment d'artillerie, officier de la Légion d'honneur, né à Ronchois.